# ブラウエル・エンツィアン

1965年夏ダイヤでのTEE網におけるブラウエル・エンツィアン（赤）

ブラウエル・エンツィアン(ブラウアー・エンツィアーン、Blauer Enzian)はヨーロッパの列車である。
1952年に西ドイツのハンブルクとミュンヘンを結ぶ特急列車(F-Zug)にこの名がつけられた。その後1965年には国内列車のままTEEの一つとなり、1970年からはオーストリアのクラーゲンフルトあるいはツェル・アム・ゼーに延長されて国際列車となった。1979年には運行区間をドルトムント - クラーゲンフルト間に変更して国際インターシティとなり、1987年にユーロシティに種別を変更した後、2002年にこの名前の列車は廃止された。
列車名は「青リンドウ」の意で、バイエルン州の山地に分布するリンドウ属（エンツィアン）の花にちなむ。

## 歴史

### 西ドイツ国内列車

1951年のF-Zug網とF55/56列車

1951年に発足したドイツ連邦鉄道（西ドイツ国鉄）は、この年夏のダイヤ改正で気動車による特急列車(Fernzug, F-Zug)14往復半の創設を計画した。そのうちの一往復がハンブルクとミュンヘンをハノーファー、ヴュルツブルク、アウクスブルク経由で結ぶF55/56列車である。しかしこの列車は一旦は時刻表に「7月1日から運転」と記載されたにもかかわらず、車両が確保できなかったため夏ダイヤでは運行されなかった。そして同年冬のダイヤ改正（10月7日）から、機関車牽引の客車列車として運転を開始した。
1952年夏ダイヤ改正（5月18日）から西ドイツ国鉄は特急列車に列車名をつけることになり、F55/56列車は「ブラウエル・エンツィアン」と名付けられた。
1953年12月からは、第二次世界大戦前にベルリン - ドレスデン間の列車「ヘンシェル・ヴェークマン・ツーク」に用いられていた客車がブラウエル・エンツィアンに充当された。
この時期にはハノーファー中央駅で特急列車（1969年からTEE）ローラント（ブレーメン - ハノーファー - フランクフルト・アム・マイン - バーゼル）と相互に接続するようにダイヤが組まれていた。この接続は後のTEEの時代まで続いた。
1964年からは、1962年に国際特急ラインゴルトと国内特急ラインプファイルに投入されたのと同型の客車がブラウエル・エンツィアンにも使用されるようになった。
ラインゴルトのTEE格上げに関する議論をきっかけに、1965年5月30日から国際TEEと同等の車両を使用する国内列車もTEEとされることになり、ブラウエル・エンツィアンはラインプファイルやフランスのル・ミストラルとともにTEEに種別を変更した。
1965年夏ダイヤにおけるハンブルクとミュンヘンの発着時刻は以下の通り。
| ↓南行 TEE 56 |                        | ↑北行 TEE 55 |
| ------------ | ---------------------- | ------------ |
| 7:01 発      | ハンブルク＝アルトナ駅 | 23:26 着     |
| 7:15 発      | ハンブルク中央駅       | 23:07 着     |
| 15:22 着     | ミュンヘン中央駅       | 15:00 発     |

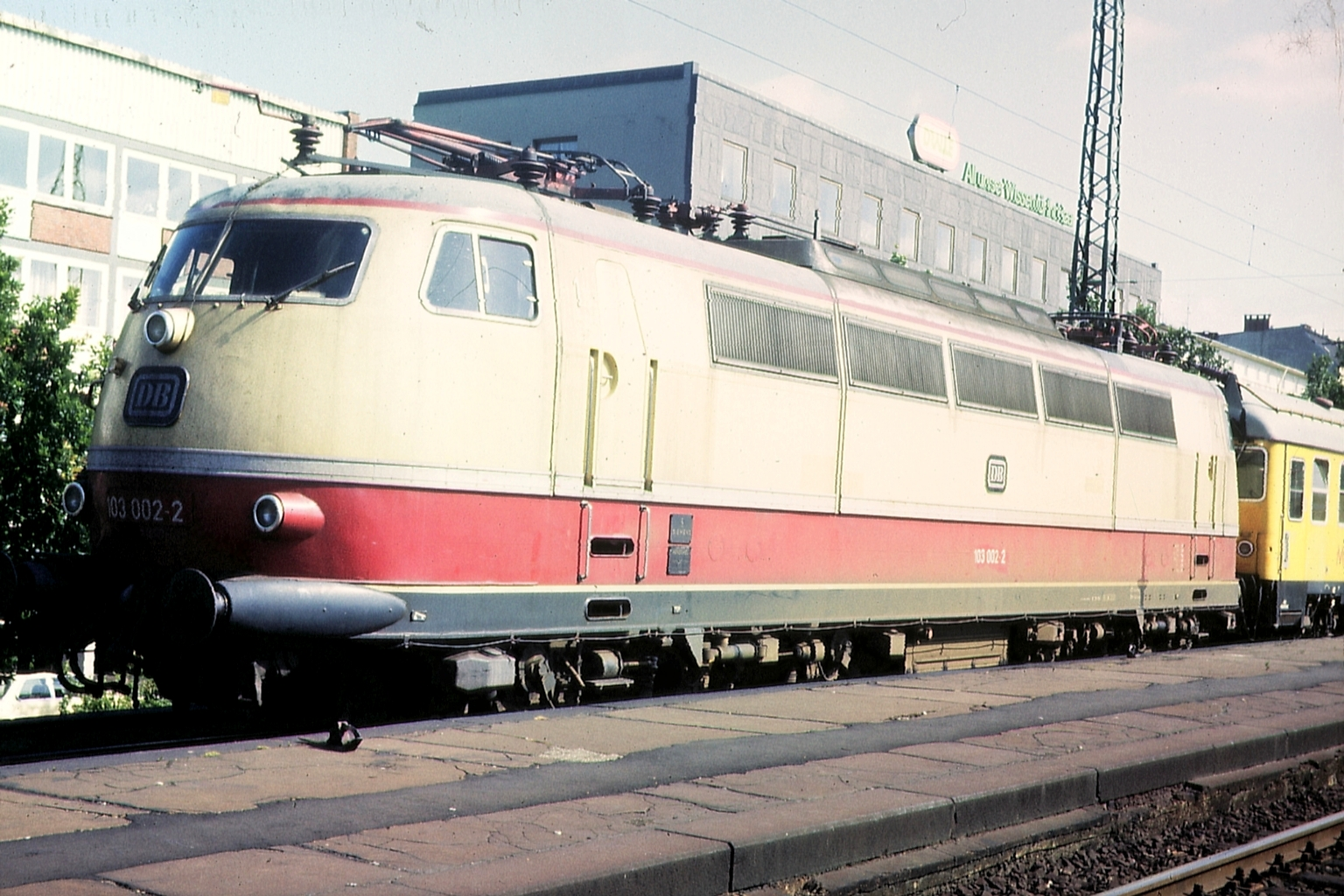
E03形機関車（試作車）

その後1966年からE03型電気機関車が投入されたことなどにより所要時間は短縮された。その効果が特に大きかったのはアウクスブルク - ミュンヘン間であり、この区間では1968年から最高200km/hでの運転が認められた。同区間の200km/h運転は1965年のミュンヘン交通博覧会の際の臨時列車で試験的に行なわれており、ブラウエル・エンツィアンでも1966年から計画されていたが政府の許可が得られていなかった。1968年時点でも時刻表上は180km/hで走行可能なようになっており、200km/h走行を前提としたダイヤになったのは翌1969年からである。このほかハンブルク - ハノーファー間などでも速度が向上し、1970年にはハンブルク（中央駅） - ミュンヘン間の所要時間が1965年当時から1時間以上短縮されて7時間ちょうどになった。

### 国際TEE
1968年のヨーロッパ時刻表会議では、ミュンヘンとイタリアのミラノを結んでいたTEEメディオラヌムに使用されているイタリア国鉄の気動車が他のTEE車両と比べ設備面で見劣りすることが問題視された。このとき西ドイツ国鉄はメデイオラヌムを廃止し、ブラウエル・エンツィアンをハンブルク - ミラノ間に延長することを提案したが、イタリア国鉄の反対により実現しなかった。
これに代わって、1969年からはブラウエル・エンツィアンの車両の一部をオーストリアへ直通させることになった。同年夏ダイヤ（6月1日）ではミュンヘンからザルツブルク、タウエルントンネル、フィラッハを経てクラーゲンフルトへの直通が行なわれた。ミュンヘン - クラーゲンフルト間はTEEではなく、西ドイツ国内では特急列車(F-Zug)、オーストリアでは急行列車(Express)の扱いであり、いずれも二等車を編成に含んでいた。1969年 - 70年冬ダイヤではクラーゲンフルトへは乗り入れず、一部の日のみクーフシュタイン経由ツェル・アム・ゼーまで乗り入れた。このときもはミュンヘン - クーフシュタイン間は特急列車、クーフシュタイン - ツェル・アム・ゼー間は急行列車扱いであった。
1970年夏ダイヤ（5月31日改正）ではクラーゲンフルトまでTEEとして乗り入れるようになった。また途中のローゼンハイムで一部の車両を切り放してツェル・アム・ゼーまで直通させた。ただしローゼンハイム - ツェル・アム・ゼー間はTEEではなかった。

1970年冬ダイヤにおけるTEE網とブラウエル・エンツィアン（赤、季節延長を含む）。薄青はハノーファーで相互接続するTEEローラント。

1970年 - 71年冬ダイヤ（9月27日改正）では以下のように期間によって運行区間が代わった。この時からツェル・アム・ゼーまでもTEEとして運行されるようになっている。
| 期間                | 運行区間                                                                        |
| ------------------- | ------------------------------------------------------------------------------- |
| 9月27日 - 10月24日  | ハンブルク - クラーゲンフルト                                                   |
| 10月25日 - 12月17日 | ハンブルク - ミュンヘン                                                         |
| 12月18日 - 4月17日  | ハンブルク - クラーゲンフルト、ツェル・アム・ゼー（ローゼンハイムで分割・併合） |
| 4月18日 - 5月22日   | ハンブルク - ザルツブルク                                                       |

1971年、1972年も、夏ダイヤ期間はクラーゲンフルト発着であり、冬ダイヤ期間は1970年-71年冬と同様のパターンで発着駅が変わった。クラーゲンフルト方面でもツェル・アム・ゼー方面でも、オーストリア国内での停車駅はTEEとしては異例に多く、ほとんど各駅停車のようになる区間もあった。

1971年のインターシティ網。黄色が4号線。

1971年夏ダイヤ改正（5月23日）でTEEの列車番号の付け方が改定され、ブラウエル・エンツィアンの列車番号はそれまでハンブルク行が奇数(TEE 81)、ミュンヘン、オーストリア方面行が偶数(TEE 80)だったのが逆（ハンブルク行 : TEE 90, ミュンヘン方面行 : TEE 91）になった。
1971年冬ダイヤ改正（9月26日）で西ドイツ国鉄は4系統からなるインターシティ(IC)網を創設し、TEEもインターシティ網の一部に位置づけられることになった。ブラウエル・エンツィアンはハノーファー - ミュンヘン間においてIC4号線の列車の一つとされた。IC4号線の北端は本来ブレーメンであり、ハンブルク - ハノーファー間はIC3号線（ハンブルク - バーゼル）の一部であるが、ここではハノーファー以南でIC3号線経由となるTEEローラント（ブレーメン - バーゼル - ミラノ）とハノーファーで入れ替わる形で運転された。ハノーファー中央駅でローラントと相互に接続するほか、ヴュルツブルク中央駅ではIC2号線（ハノーファー - ドルトムント - ケルン - フランクフルト・アム・マイン - ヴュルツブルク - ミュンヘン）のインターシティ「ニンフェンブルク」（南行）、「ヘレンハウゼン」（北行）と相互に接続していた。なおヴュルツブルク - ミュンヘン間では本来IC4号線がニュルンベルク、アウクスブルクに停車するジグザグ状の経路をとるのに対し、IC2号線はそのどちらも経由しない最短経路をとっていたが、ブラウエル・エンツィアンは従来通りアウクスブルクには停車するもののニュルンベルクは通らず、代わってニンフェンブルク、ヘレンハウゼンがニュルンベルク経由となっていた。
冬季のツェル・アム・ゼー発着の編成は乗車率が低く、さらにローゼンハイムでの分割・併合作業に時間がかかることから、西ドイツ国鉄は1972年にはツェル・アム・ゼーへの分岐を打ち切ろうとした。オーストリア国鉄の主張により1972年-73年冬ダイヤでは前年同様に分岐が行なわれたが、北行列車の併合駅はミュンヘン中央駅に変更された。ミュンヘンはもともと10分停車であり、併合作業のために停車時間が延びてもそれほど影響はないとされたためである。しかし1973年-74年冬ダイヤ期間以降はツェル・アム・ゼーへの乗り入れは行なわれず、クラーゲンフルトまたはザルツブルクへの延長のみが行なわれた。

### インターシティ

ブラウエル・エンツィアンの走行経路の変遷。
赤 : 1970年
青 : 1979年
緑 : 1991年

1979年夏のダイヤ改正（5月27日）で西ドイツ国鉄は"IC79"と呼ばれるインターシティ網の改革を行ない、全てのインターシティが二等車を連結するようになった。このときブラウエル・エンツィアンも一等専用のTEEから二等車を含む（国際）インターシティに種別を変更した。同時にミュンヘン以北の経路もIC2号線（ハノーファー - ドルトムント - ハーゲン - ケルン - フランクフルト・アム・マイン - ミュンヘン）経由に変更され、運行区間は南行がドルトムント発ミュンヘン経由クラーゲンフルト行き、北行はクラーゲンフルト発ミュンヘン、ドルトムント、ハノーファー経由ブラウンシュヴァイク行きとなった。ハノーファー - ブラウンシュヴァイク間はインターシティの基本ネットワークからは外れた区間である。またヴュルツブルク - ミュンヘン間は北行が直行経路をとるのに対し南行は本来IC4号線の経路であるアウクスブルク、ニュルンベルクを経由した。またザルツブルク - クラーゲンフルト間は急行列車扱いであった。
このとき、改正前のブラウエル・エンツィアンとほぼ同じダイヤでハンブルクとミュンヘンを結ぶ列車として、国内TEE「ディアマント」（同名のTEEとしては2代目）が新設された。ハノーファーでのTEEローラント（この改正でブレーメン - シュトットガルト間の国内TEEに変更）と相互接続も引き継がれたが、停車駅はブラウエル・エンツィアンとはやや異なり、ニュルンベルクを経由した。ディアマントは2年後の1981年夏ダイヤ改正で廃止されている。
1980年夏ダイヤ改正（6月1日）からは国際列車に対してもインターシティという種別が用いられることになり、ブラウエル・エンツィアンは全区間で国際インターシティとなった。1981年ダイヤ（5月31日改正）からは運行区間は往復ともドルトムント - クラーゲンフルト間となっている。

### ユーロシティ
1987年夏ダイヤ改正（5月31日）で国際インターシティの多くはユーロシティに種別を改めた。このときブラウエル・エンツィアンもドルトムント - クラーゲンフルト間のユーロシティとなった。またこのダイヤ改正から編成の一部を途中で分割し、グラーツとリュブリャナ（ユーゴスラビア、現スロベニア）まで直通した。
1991年夏ダイヤ改正（6月2日）ではドイツ国内のインターシティ網が再編された。このときブラウエル・エンツィアンはドルトムント - ミュンヘン間の走行経路を変更し、ドルトムント - ケルン間ではエッセン、デュッセルドルフ経由に、マインツとミュンヘンの間ではマンハイム、シュトットガルト経由となった。また、同じドルトムント - クラーゲンフルト間を結ぶユーロシティとして「ヴェルターゼー」（Wörthersee）が新設された。ヴェルターゼーは1958年以来ドイツとオーストリアを結んでいた国際急行列車であるが、TEEにもインターシティにもなったことはなかった。
2002年冬ダイヤ改正（12月15日）でブラウエル・エンツィアンという名の列車は廃止された。ただし同じ列車番号(EC 115/114)でドルトムント - クラーゲンフルト間を結ぶ列車は「ヴェルターゼー」の名で存続した。ヴェルターゼーは同改正の直前までザールブリュッケンとクラーゲンフルトを結ぶ列車であったが、この系統の列車はこの時廃止されている。

### 現況
2010年-11年冬ダイヤ時点においては、ユーロシティ「ヴェルターゼー」は南行はミュンスター発クラーゲンフルト行き、北行はクラーゲンフルト発ドルトムント行の列車である。ドイツとクラーゲンフルトを結ぶユーロシティは他に3往復あり、ドイツ側の発着地はフランクフルト・アム・マインやミュンヘンなどである。このほかフランクフルトやザールブリュッケン、ミュンヘンなどとグラーツやリュブリャナ、ザグレブなどを結ぶユーロシティも存在し、これらを合わせるとミュンヘン - ビショフスホーフェン（フィラッハ方面とグラーツ方面への分岐点）間では約2時間間隔（ミュンヘン - ザルツブルク間では完全な2時間間隔）の運転となる。

### 年表
- 1951年冬 : ハンブルク - ミュンヘン間にF-Zug 55/56列車の運行を開始。
- 1952年5月18日 : 「ブラウエル・エンツィアン」と命名。
- 1953年12月 : ヘンシェル・ウェーグマン客車がブラウエル・エンツィアンに用いられるようになる。
- 1964年 : 「ラインゴルト型」客車の使用を開始。
- 1965年5月30日 : TEEに昇格。
- 1968年 : 最高200km/hでの運転を開始。
- 1969年夏 : 夏期はクラーゲンフルト、冬期はツェル・アム・ゼーまで客車を直通させる。
- 1970年5月31日 : クラーゲンフルト（夏期は毎日、冬期は一部の日のみ）、ツェル・アム・ゼー（冬期の一部の日のみ）までTEEとして乗り入れ。
- 1971年9月26日 : インターシティ4号線の列車となる。
- 1973年冬 : ツェル・アム・ゼーへの分岐を中止。
- 1979年5月27日 : ドルトムント - クラーゲンフルト間のインターシティとなる。
- 1987年5月31日 : ユーロシティとなる。
- 1991年6月2日 : ドイツ国内の走行経路をマンハイム、シュトットガルト経由に変更。
- 2002年12月15日 : 「ヴェルターゼー」と改名。

## 停車駅一覧
TEE時代（1965年-1979年）のブラウエル・エンツィアンの停車駅は以下の通り。
- ハンブルク - ミュンヘン間
  - ハンブルク＝アルトナ駅
  - ハンブルク＝ダムトーア駅
  - ハンブルク中央駅
  - ハノーファー中央駅
  - ゲッティンゲン駅(Bahnhof Göttingen)
  - フルダ駅(Bahnhof Fulda)
  - ヴュルツブルク中央駅
  - アウクスブルク中央駅
  - ミュンヘン中央駅
- ミュンヘン - ザルツブルク、クラーゲンフルト間
  - ミュンヘン中央駅
  - ローゼンハイム駅
  - ザルツブルク中央駅(Salzburg Hbf)
  - ビショフスホーフェン駅
  - シュヴァルツァッハ・ザンクト・ファイト駅(Schwarzach-Sankt Veit)
  - バート・ホーフガスタイン駅(Bad Hofgastein)
  - バート・ガスタイン駅(Bad Gastein)
  - マルニッツ駅(Mallnitz)
  - シュピッタール・ミルシュテッターゼー駅(Spittal-Millstättersee)
  - フィラッハ中央駅(Villach Hbf)
  - ヴェルデン駅(Verden)
  - ペルチャッハ駅(Pörtschach)
  - クルンペンドルフ駅(Krumpendorf)
  - クラーゲンフルト中央駅
- ミュンヘン - ツェル・アム・ゼー間
  - ミュンヘン中央駅
  - ローゼンハイム駅
  - クーフシュタイン駅(Bahnhof Kufstein)
  - ヴェルグル中央駅(Wörgl Hbf)
  - ホップフガルテン駅(Hopfgarten)
  - ヴェステンドルフ駅(Westendorf)
  - キルヒベルク駅(Kirchberg)
  - キッツビュール駅
  - ザンクト・ヨハン駅(St. Johann)
  - フィーバーブルン駅(Fieberbrunn)
  - ザールフェルデン駅(Saalfelden)
  - マイスホーフェン・ザールバッハ駅(Maishofen-Saalbach)
  - ツェル・アム・ゼー駅

1971年5月23日からはフルダ駅に代わってベブラ駅(Bahnhof Bebra)に停車している。

## 車両・編成

### 客車

#### ヴェークマン客車

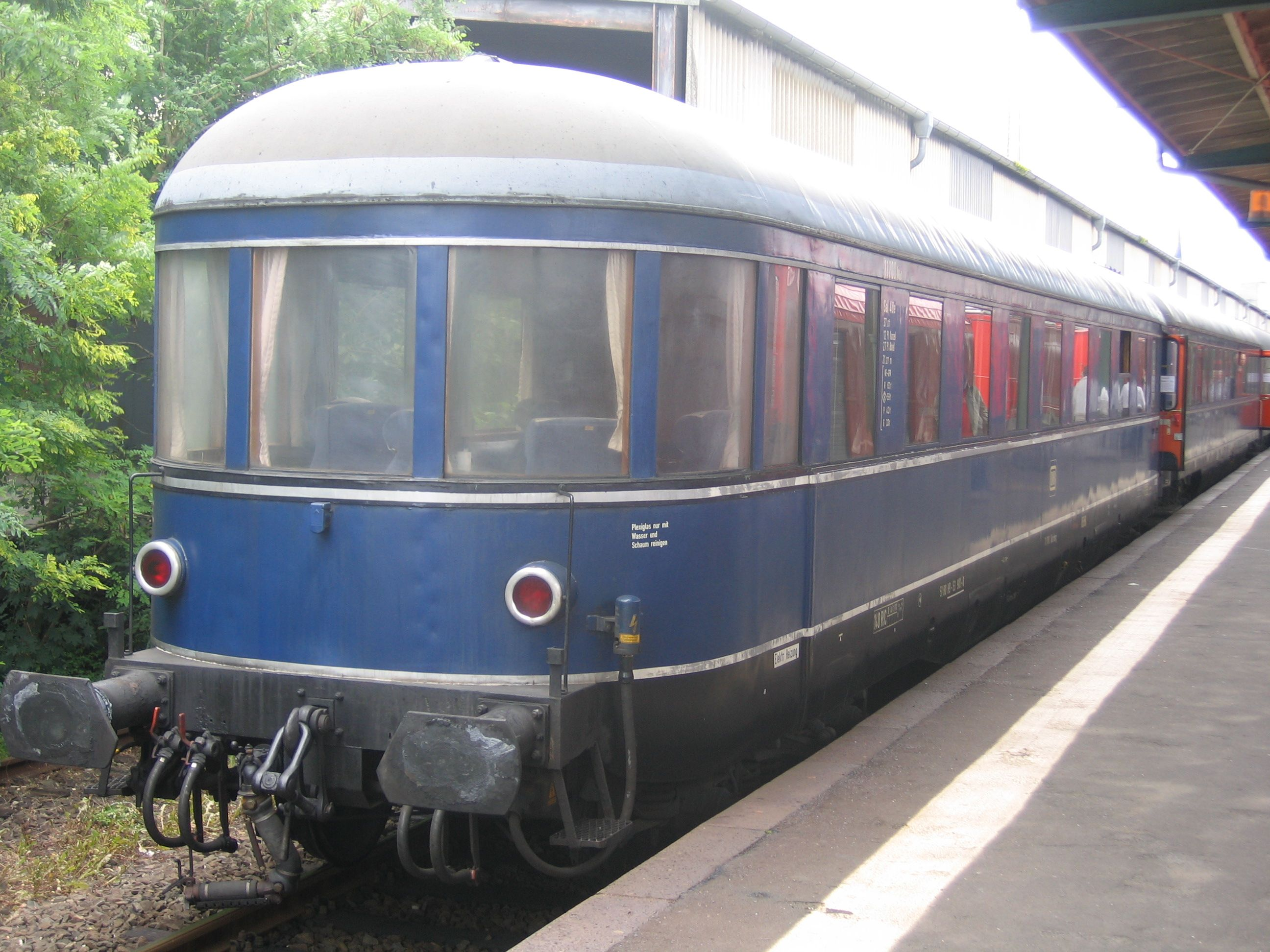
ヴェークマン客車の展望室外観

1953年末から1959年にかけて、ブラウエル・エンツィアンでは1930年代にベルリン - ドレスデン間で運行されていた列車「ヘンシェル・ヴェークマン・ツーク」の客車をヴェークマン社で改装したものが用いられた。この客車は元は二等車と三等車のみであったが、5両編成のうち編成端の部分を一等展望室とし、また中間車にあった三等コンパートメントをつなぎ合わせて二等席とした。
ただしブラウエル・エンツィアンの運用には往復で2編成が必要であったが、旧ヘンシェル・ヴェークマン・ツークの客車は1編成しか存在しなかった。このため往復のうち片方は一般的な特急列車(F-Zug)用の客車が用いられた。1959年にはヴェークマン客車の運用は終了し、戦後製の客車に置き換えられた。

#### TEE/IC客車
1964年から1965年にかけて、1962年にラインゴルト、ラインプファイル向けに製造されたのと同型の客車が追加で製造され、ブラウエル・エンツィアンとTEEヘルヴェティアに充てられた。ただしラインゴルト、ラインプファイルの象徴でもあったドーム式の展望車は含まれず、代わって一等コンパートメント・バー合造車が連結された。また食堂車も平屋構造のものが新規に設計された。塗装はクリーム地に赤帯のTEE標準色である。
1965年当時の編成は一等コンパートメント車（Avümh111型）2両、一等開放座席車（Apümh121型）2両、一等コンパートメント・バー合造車（ARDümh105型）、食堂車（WRümh132型）の6両である。繁忙期にはこれに一等コンパートメント車、開放座席車各1両が加わった。
1969年夏ダイヤからは一等・バー合造車は一等コンパートメント車に置き換えられた。またこのときから一等車3両と食堂車の4両をクラーゲンフルトまで直通させるようになった。残る客車はミュンヘンで切り放された。冬季にはこの2両がツェル・アム・ゼーまで直通した。1971年夏ダイヤからは一等・バー合造車の連結が復活した。冬にはこの車両はツェル・アム・ゼー編成に連結された。ツェル・アム・ゼー駅の留置線の制約から、同方面への客車は最大3両に制限されていた。一等・バー合造車の連結は1975年に再び取りやめられた。
1979年の一二等インターシティ化後は、西ドイツ国鉄のインターシティ用二等車が連結された。

### 機関車
1950年代初めの時点では、ブラウエル・エンツィアンは多くの区間では蒸気機関車牽引であった。たとえば1955年夏ダイヤにおける牽引機関車は以下の通りである。
| 区間                                           | 形式                                  | 所属機関区           |
| ---------------------------------------------- | ------------------------------------- | -------------------- |
| ミュンヘン - トロイヒトリンゲン(Treuchtlingen) | E17形電気機関車(DRG-Baureihe E 17)    | アウクスブルク       |
| トロイヒトリンゲン - ベブラ(Bebra)             | 01形蒸気機関車                        | ヴュルツブルク       |
| ベブラ - ハノーファー                          | 01.10形蒸気機関車(DRB-Baureihe 01.10) | ベブラ               |
| ハノーファー - ハンブルク＝アルトナ            | 03.10形蒸気機関車(DRB-Baureihe 03.10) | ハンブルク＝アルトナ |

1965年までには走行経路の全線が電化され、電気機関車牽引となった。当初はE10形（110形、DB-Baureihe E 10）やE10.12形（112形）が用いられたが、1966年以降はE03形（103形）が主となった。オーストリア乗り入れ後は、ミュンヘンで方向転換とともに機関車を交換し、ミュンヘン - クラーゲンフルト、ツェル・アム・ゼー間をオーストリア国鉄の1010形(ÖBB 1010)、1042.5形(ÖBB 1042.5)、1044形(ÖBB 1044)、4061形(ÖBB 4061)などが牽引した。